# Mistrzostwa świata w futbolu australijskim

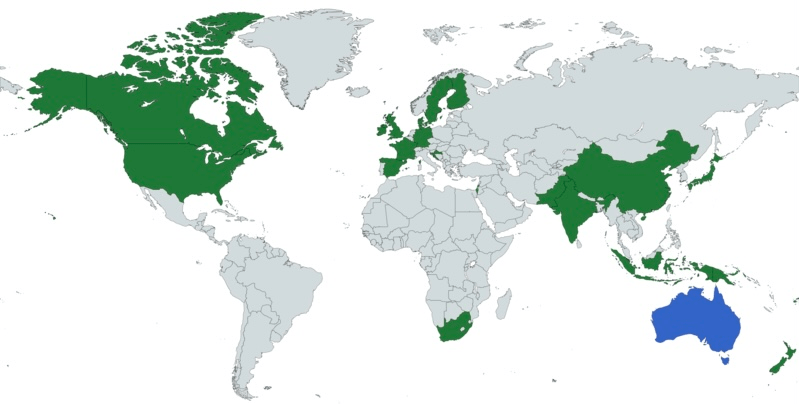
Mapa rywalizujących narodów zaznaczona na zielono, a kraj gospodarza (Australia) na niebiesko.

Mistrzostwa świata w futbolu australijskim (ang. Australian Football International Cup) – międzynarodowy turniej futbolu australijskim organizowany przez Australian Football League (AFL) dla męskich i żeńskich reprezentacji narodowych. W 2002 roku po raz pierwszy zorganizowano turniej mężczyzn a w roku 2011 turniej kobiet. Mistrzostwa zawsze odbywają się w Australii. Pierwsze mistrzostwa zostało zorganizowane przez nieistniejącą już International Australian Football Council (IAFC). Mistrzostwa odbywają się co trzy lata. Najwięcej tytułów mistrzowskich zdobyła męska reprezentacja Papui-Nowej Gwinei oraz żeńska reprezentacja Irlandii.

## Mężczyźni

### Wyniki
| Rok                                                 | Organizator                        | T |           | Finał             | Finał                | Finał             |       | Mecz o 3 miejsce  | Mecz o 3 miejsce     | Mecz o 3 miejsce  |  | Uwagi     |
| Rok                                                 | Organizator                        | T | Zwycięzca | Wynik             | Finalista            | III miejsce       | Wynik | IV miejsce        |                      |                   |  | Uwagi     |
| Mistrzostwa świata w futbolu australijskim mężczyzn |                                    |   |           |                   |                      |                   |       |                   |                      |                   |  |           |
| 2002                                                | Melbourne (Australia)              | 1 |           | Irlandia          | 7.9 (51) - 2.7 (19)  | Papua-Nowa Gwinea |       | Nowa Zelandia     | 3.7 (25) - 2.4 (16)  | Dania             |  | 11 drużyn |
| 2005                                                | Melbourne, Wangaratta (Australia)  | 1 |           | Nowa Zelandia     | 7.8 (50) - 5.2 (32)  | Papua-Nowa Gwinea |       | Stany Zjednoczone | 10.5 (65) - 4.6 (30) | Irlandia          |  | 10 drużyn |
| 2008                                                | Melbourne, Warrnambool (Australia) | 1 |           | Papua-Nowa Gwinea | 7.12 (54) - 7.4 (46) | Nowa Zelandia     |       | Południowa Afryka | 4.9 (33) - 5.2 (32)  | Irlandia          |  | 16 drużyn |
| 2011                                                | Melbourne, Sydney (Australia)      | 2 |           | Irlandia          | 8.5 (53) - 5.5 (35)  | Papua-Nowa Gwinea |       | Nowa Zelandia     | 12.4 (76) - 6.5 (41) | Stany Zjednoczone |  | 18 drużyn |
| 2014                                                | Melbourne (Australia)              | 2 |           | Papua-Nowa Gwinea | 6.9 (45) - 6.6 (42)  | Irlandia          |       | Nowa Zelandia     | 6.8 (44) - 6.7 (43)  | Południowa Afryka |  | 18 drużyn |
| 2017                                                | Melbourne (Australia)              | 3 |           | Papua-Nowa Gwinea | 4.5 (29) - 4.4 (28)  | Nowa Zelandia     |       | Irlandia          | 7.6 (48) - 2.4 (16)  | Stany Zjednoczone |  | 18 drużyn |

### Klasyfikacja medalowa
W dotychczasowej historii Mistrzostw świata na podium oficjalnie stawało w sumie 5 drużyn. Liderem klasyfikacji jest Papua-Nowa Gwinea, która zdobyła 3 tytuły mistrzowskie.
Stan na grudzień 2018.
| Lp. | Reprezentacja     | Miejsca na podium | Miejsca na podium | Miejsca na podium | Zwycięskie sezony |   |   |                  |
| --- | ----------------- | ----------------- | ----------------- | ----------------- | ----------------- | - | - | ---------------- |
| Lp. | Reprezentacja     | 1.                | Papua-Nowa Gwinea | 3                 | Zwycięskie sezony | 3 | 0 | 2008, 2014, 2017 |
| 2.  | Irlandia          | 2                 | 1                 | 1                 | 2002, 2011        |   |   |                  |
| 3.  | Nowa Zelandia     | 1                 | 2                 | 3                 | 2005              |   |   |                  |
| 4.  | Stany Zjednoczone | 0                 | 0                 | 1                 |                   |   |   |                  |
| 4.  | Południowa Afryka | 0                 | 0                 | 1                 |                   |   |   |                  |

## Kobiety

### Wyniki
| Rok                                               | Organizator                   | T |           | Finał    | Finał               | Finał       |       | Mecz o 3 miejsce  | Mecz o 3 miejsce    | Mecz o 3 miejsce  |  | Uwagi    |
| Rok                                               | Organizator                   | T | Zwycięzca | Wynik    | Finalista           | III miejsce | Wynik | IV miejsce        |                     |                   |  | Uwagi    |
| Mistrzostwa świata w futbolu australijskim kobiet |                               |   |           |          |                     |             |       |                   |                     |                   |  |          |
| 2011                                              | Melbourne, Sydney (Australia) | 1 |           | Irlandia | 5.9 (39) - 1.2 (8)  | Kanada      |       | Stany Zjednoczone | 4.3 (27) - 1.2 (8)  | Papua-Nowa Gwinea |  | 5 drużyn |
| 2014                                              | Melbourne (Australia)         | 1 |           | Kanada   | 5.8 (38) - 2.0 (12) | Irlandia    |       | Stany Zjednoczone | 6.8 (44) - 6.7 (43) | Kanada            |  | 7 drużyn |
| 2017                                              | Melbourne (Australia)         | 1 |           | Irlandia | 4.1 (25) - 3.3 (21) | Kanada      |       | Wielka Brytania   | 5.2 (32) - 4.1 (25) | Stany Zjednoczone |  | 8 drużyn |

### Klasyfikacja medalowa
W dotychczasowej historii Mistrzostw świata na podium oficjalnie stawało w sumie 4 drużyn. Liderem klasyfikacji jest Irlandia, która zdobyła 2 tytuły mistrzowskie.
Stan na grudzień 2018.
| Lp. | Reprezentacja     | Miejsca na podium | Miejsca na podium | Miejsca na podium | Zwycięskie sezony |   |   |            |
| --- | ----------------- | ----------------- | ----------------- | ----------------- | ----------------- | - | - | ---------- |
| Lp. | Reprezentacja     | 1.                | Irlandia          | 2                 | Zwycięskie sezony | 1 | 0 | 2011, 2017 |
| 2.  | Kanada            | 1                 | 2                 | 0                 | 2014              |   |   |            |
| 3.  | Stany Zjednoczone | 0                 | 0                 | 2                 |                   |   |   |            |
| 4.  | Wielka Brytania   | 0                 | 0                 | 1                 |                   |   |   |            |